# ドリームチケット (買取店)
ドリームチケットは新宿南口に本店を置く、新幹線回数券や金券、デジタル機器等の買取を行う買取ショップである。東京都内に3店舗、神奈川県内に1店舗を運営している。

## 概要
- 設立 1994年（平成6年）5月
- 資本金 5,000,000円
- 店舗統括責任者 吉野 順也
- 加盟団体 東京都古物防犯連合会 万世橋、原宿古物防犯協会
- 許可証 東京都公安委員会許可 第303320007469号、神奈川県公安委員会許可 第451380006448号

主に以下の買取を中心に行っている。
- 新幹線回数券
- 金券
- 各種チケット類
- デジカメ
- パソコン
- AV家電製品
- ゲーム機
- ブランド品

## 沿革
- 2000年（平成12年）8月 - 新宿南口にドリームチケット新宿店（本店）をオープン
- 2006年（平成18年）5月 - 千代田区外神田にドリームチケット秋葉原店をオープン
- 2012年（平成24年）4月 - 神奈川県横浜市にドリームチケット横浜店をオープン
- 2013年（平成25年）9月 - ドリームチケット横浜店が横浜駅西口高島屋横に移転リニューアルオープン
- 2015年（平成27年）4月 - 中央区八重洲にドリームチケット東京駅八重洲口店がオープン
- 2016年（平成28年）11月 - ドリームチケット東京駅八重洲口店が港区新橋にドリームチケット新橋SL広場店として移転リニューアルオープン
- 2017年（平成29年）7月 - ドリームチケット秋葉原店がドンキホーテ横に移転リニューアルオープン

## 店舗一覧
新宿駅南口店（本店）
〒151-0053 東京都渋谷区代々木2-13-3 広田ビル3階
秋葉原店
〒101-0021 東京都千代田区外神田4-4-9 貞定ビル3階
横浜店
〒220-0005 神奈川県横浜市西区南幸1-10-17 須賀ビル3階
新橋SL広場店
〒105-0004 東京都港区新橋2-9-5 中銀新橋ビル3階